# Stanisław Tymiński
Stanisław "Stan" Tymiński (né le 27 janvier 1948 à Pruszków), homme d'affaires canadien d'origine polonaise.
Homme d'affaires dans les secteurs de l'électronique et de l'informatique, il est un ancien homme politique en Pologne et au Canada. 
En dépit du fait qu'il était complètement inconnu en Pologne peu avant l’élection présidentielle de 1990, il est arrivé en deuxième place lors du premier tour, devançant le premier ministre libéral Tadeusz Mazowiecki et forçant le chef de Solidarność Lech Wałęsa à effectuer un deuxième tour. Après avoir perdu, de loin, contre Wałęsa, Tymiński a disparu de la politique polonaise et est finalement revenu au Canada pour reprendre ses activités économiques. En 2005, il a étonné en annonçant, sans suite, sa candidature à l'élection présidentielle polonaise de 2005.

## Campagne de 1990
En 1990-1991, Stanisław Tymiński dirige le Parti libertarien du Canada, un parti marginal qui n'a jamais reçu plus de 0,25 % des voix. En même temps, il a commencé une carrière politique spectaculaire mais de courte durée en Pologne, où la démocratie venait juste d'être rétablie. À l’élection présidentielle en Pologne, le 25 novembre 1990, les deux candidats les plus prometteurs étaient Lech Wałęsa et le premier ministre Tadeusz Mazowiecki. Wałęsa, l'électricien, chef des syndicats et tribun, a eu l'image d'un émotif, populiste, alors que l'avocat et le conseiller juridique Mazowiecki, ancien de Solidarność apparaissait plus respectable et comme intellectuel. Tymiński, au commencement complètement inconnu en Pologne, s'est présenté comme un candidat non-conformiste. Contre toute attente, il a rattrapé Mazowiecki (18,1 %) avec 23,1 % des voix et est arrivé deuxième avec un score sensationnel derrière Wałęsa avec 39,96 %. Aucun candidat n'ayant atteint la majorité absolue, un deuxième vote a été exigé et s'est tenu le 9 décembre 1990. Au deuxième tour, Tymiński a perdu face à Wałęsa avec seulement 25,75 % des voix. Malgré sa défaite, il restait le fait que Tymiński avait non seulement humilié Mazowiecki, un des personnages les plus connus et les plus respectés de la politique polonaise, mais avait aussi forcé Wałęsa, qui à ce moment-là était considéré comme un héros national, à un deuxième tour. Les raisons exactes du succès inattendu de Tymiński demeurent peu claires: Il semble que sa promesse vague de créer de la richesse pour chacun rapidement, soutenue par son image en tant que Polonais qui « lui l'avait fait à l'étranger », avait été bien reçue à un moment où les changements politiques radicaux intervenaient, mais la situation économique globale devenait plus mauvaise. En outre, les gens ont été de plus en plus déçus par la guerre de tranchée qui avait éclaté dans l'ancienne opposition anti-communiste, de sorte que l'étranger quelque peu mystérieux « sorti de nulle part » ait apparemment eu un impact considérable. Un autre facteur vient du fait que Tymiński a appliqué des méthodes de marketing politique qui étaient inconnues en Pologne à ce moment-là. Un élément principal de sa campagne était une serviette noire qui a été rarement vue en dehors - prétendument contenant « les documents secrets » qui allaient détruire les carrières de ses rivaux et qu'il présenterait quand le temps serait venu. Bien que les élections se soient déroulées sans ouverture de serviette, sa présence a fixé une attention constante. Les adversaires de Tymiński ont adopté une stratégie semblable; le journal renommé Gazeta Wyborcza, qui a soutenu Mazowiecki, rapporté que Tymiński avait eu un contact avec l'appareil secret de la police, une histoire qui n'a pas été retirée jusqu'après les élections.

## Partia X
Tymiński, qui avait fonctionné en tant que candidat hors des partis, a décidé de fonder un parti nommé Partia X, avec un profil populiste libertaire. Cependant, son charisme, en tant que soi-disant animal politique, a été effectué trop rapidement pour se traduire en n'importe quel succès à long terme ; en 1991 lors des élections générales, son « X-Parti » gagne uniquement trois sièges à la Sejm. Tymiński s'est retiré de la politique peu après. Par la suite, Tymiński est encore mentionné toutes les fois que quelqu'un veut préciser un sous-développement supposé de la culture politique polonaise ; où que l'on veut critiquer sur le populisme « du chef rural » Andrzej Lepper, chez qui l'on retrouve des parallèles avec Tymiński.

## Campagne 2005
Le 24 mars 2005, dans une entrevue pour une organisation polonaise sud-américaine de droite, Tymiński a étonnamment annoncé sa candidature à l'élection présidentielle polonaise de 2005,, une annonce qu'il avait précédemment faite en termes plus vagues sur son site web. Le 3 juin, Tymiński est retourné en Pologne et a officiellement avoué sa candidature au nom d'un parti obscur appelé (Ogólnopolska Koalicja Obywatelska). Ce parti a été fondé par Wojciech Kornowski, un homme d'affaires qui a installé un réseau de cliniques d'ophtalmologie en Pologne. Kornowski, un ancien Président de l'association polonaise d'employeurs (Konfederacja Pracodawców Polskich ), avait essayé d'appartenir la politique polonaise pendant plus de deux décennies en établissant des contacts avec des milieux politiques complètement différents s'étendant du communiste PZPR dans les années 80. En 2004, son parti OKO a reçu 0,6 % des voix lors de l'élection du Parlement européen. Refusant d'avoir des rapports politiques visibles, Tymiński et Kornowski convergent dans leur message « pro-affaires » et « anti-establishement »,, en date du 12 juin, les résultats fiables du scrutin sur l'impact de Tymiński dans l'électorat ne sont pas encore disponibles. Bien que Tymiński ne semble pas pouvoir répéter son exploit de 1990, sa campagne va probablement attirer l'attention de quelques médias dans le contexte d'une polémique récente houleuse sur les archives de l'ancienne police secrète. En juillet Tymiński était le premier candidat présidentiel à rassembler avec succès chacune des 100 000 signatures faisant de lui un candidat officiel.

## Anecdotes
Un rôle moins bien connu de Tymiński est son implication dans le développement de l'industrie d'Internet en Pologne. En 1994, il était le premier à offrir l'accès d'Internet « pour chacun », message inclus dans le premier film publicitaire de la Pologne Bulletin Board System de « Maloka ». Cependant, au prix de 480 000 PLN par mois, très peu de personnes pouvaient se permettre ceci, et en 1996 Maloka a fermé. Tymiński s'est remarié récemment avec une femme chinoise qu'il a rencontrée sur l'Internet. Leur rapport s'est développé grâce à la transmission de messages instantanés. Aujourd'hui Tymiński écrit des articles pour différents périodiques mineurs au Canada et aux États-Unis.